# Осотник їжакоголовий
Осотник їжакоголовий, птилостемон їжакоголовий (Ptilostemon echinocephalus) — вид квіткових рослин з родини айстрових (Asteraceae).

## Біоморфологічна характеристика
Це багаторічна рослина 15—30 см. Кореневище міцне, здерев'яніле, укорочене, часто багатоголове. Стебло пряме, просте або нагорі щиткоподібне, біло повстяно запушене, густо облистнене. Листки сидячі, перистороздільні, з лінійно-ланцентними, витягнутими на кінці в міцну жовту колючку частками, зверху темно-зелені, голі, шкірясті, знизу сніжно-біло-повстяні. Кошики кінцеві, великі, 4–5 см завдовжки. Обгортка яйцеподібна, багаторядна, черепитчаста. Квітки темно-рожеві чи пурпурові. Період цвітіння: липень — вересень.

## Поширення
Вид росте в Причорномор'ї: Крим, Північний Кавказ, Грузія, Туреччина, Україна.
В Україні росте на сухих кам'янистих схилах, осипах — у передгірному та гірському Криму (переважно на ПБК).